# Мариана Василева-Тотева
Мариана Василева-Тотева, повече известна само като Мариана Василева, е българска състезателка и треньорка по художествена гимнастика.

## Биография
Треньорската си кариера започва в Спортен клуб „Левски“ в София. По покана на Азербайджанската федерация по гимнастика заминава със семейството си (съпруг и 2 деца) и продължава като треньорка в Азербайджан от 2007 г. Тя е главна треньорка на Азербайджанската федерация по художествена гимнастика от 2009 г., включително на националния отбор на страната.
Откакто е назначена за главна треньорка, Азербайджан постига международен успех както в индивидуална, така и в отборна форма, особено с новото поколение гимнастички. Сред най-изявените ѝ възпитанички са:
- Марина Дурунда (Marina Durunda, р. 1997) – многократна медалистка за Световната купа
- Лала Юсифова (Lala Yusifova, р. 1996) – медалистка на Grand Prix Final (2012, 2013)
- Жала Пирийева (Zhala Piriyeva, р. 2000) – медалистка на европейско първенство
- Арзу Джалилова (Arzu Jalilova, р. 2004) – медалистка на световно и европейско първенство
- Зохра Агамирова (Zohra Aghamirova, р. 2001) – медалистка на Лятната универсиада (2019)

Мариана Василева е назначена за заместник-министър на младежта и спорта на Азербайджан на 29 ноември 2021 г. Българският служебен министър на младежта и спорта Андрей Кузманов изпраща поздравителен адрес до М. Василева по повод нейното назначение.
Към 2025 година има доживотна забрана да е старши треньор в която и да е федерация. Също е отнета дипломата ѝ „Почетен треньор“, връчена от Международната федерация по гимнастика през 2019 година, и е отстранена от всякакви дейности под егидата на МФГ за срок от 8 години. Причината е обвинение в жестоко отношение и физическо насилие срещу гимнастички, като ги е задължавала да тренират, когато те не са били в състояние, подлагайки на риск тяхното благополучие и здраве.